# ユリシーズ (1954年の映画)
『ユリシーズ』（Ulisse 英: Ulysses）は、1954年のイタリアの冒険アクション映画（ソード&サンダル）。監督はマリオ・カメリーニ、出演はカーク・ダグラスとシルヴァーナ・マンガーノなど。ホメーロスの『オデュッセイア』を映画化した作品である。

## ストーリー

### あらすじ
トロイ戦役は終った。勝ったギリシア軍は凱旋の途についた。木馬を発明してトロイを陥落させたイタカ国の主ユリシーズ（カーク・ダグラス）もその中の一人だった。ユリシーズの后ペネロペ（シルヴァーナ・マンガーノ）は、夫の留守中、腹黒い王族から再婚を強いられていた。ユリシーズは部下とともに故郷へ向けて出帆したが、海神の怒りにふれて暴風雨に会い、船を失って見知らぬ国に漂着した。そして意識を失ってしまった。

## キャスト
| 役名             | 俳優                     | 日本語吹替    | 日本語吹替    |
| 役名             | 俳優                     | フジテレビ版1 | フジテレビ版2 |
| ---------------- | ------------------------ | ------------- | ------------- |
| ユリシーズ       | カーク・ダグラス         | 森川公也      | 宮部昭夫      |
| ペネロペ         | シルヴァーナ・マンガーノ | 大森暁美      | 此島愛子      |
| チルチェ         | シルヴァーナ・マンガーノ | 大森暁美      | 此島愛子      |
| アンチノオ       | アンソニー・クイン       | 小林昭二      | 加藤精三      |
| ナウシカア       | ロッサナ・ポデスタ       | 熊谷素江      | 杉山佳寿子    |
| アルキノオス     | ジャック・デュメスニル   |               | 辻村真人      |
| エウリュロコス   | ダニエル・イベルネル     |               | 藤本譲        |
| エウリュクレイア | シルヴィー               |               |               |
| テレマコ         | フランコ・インテルレンギ |               |               |
| カサンドラ       | エレナ・ザレスキ         |               |               |

- フジテレビ版1：初回放送1964年5月11日『テレビ名画座』15:00-16:45
- フジテレビ版2：初回放送1973年11月16日『ゴールデン洋画劇場』
  - フジテレビ版2吹替その他：津嘉山正種